# Estadística bayesiana
L'estadística bayesiana és un subconjunt del camp de l'estadística en el qual l'evidència sobre l'estat real del món és expressada en termes de graus de creença o, més específicament, en probabilitats bayesianes. Aquesta interpretació és tan sols una de les possibles interpretacions de probabilitat; hi ha altres tècniques estadístiques que no es basen en els «graus de creença».